# Wagner (Dakota del Sud)
Wagner és una població dels Estats Units a l'estat de Dakota del Sud. Segons el cens del 2000 tenia 1.676 habitants.

## Demografia
Segons el cens del 2000, Wagner tenia 1.675 habitants, 678 habitatges, i 406 famílies. La densitat de població era de 239,5 habitants per km².
Dels 678 habitatges en un 28% hi vivien nens de menys de 18 anys, en un 40,4% hi vivien parelles casades, en un 14,6% dones solteres, i en un 40% no eren unitats familiars. En el 37% dels habitatges hi vivien persones soles el 21,5% de les quals corresponia a persones de 65 anys o més que vivien soles. El nombre mitjà de persones vivint en cada habitatge era de 2,37 i el nombre mitjà de persones que vivien en cada família era de 3,11.
Per edats la població es repartia de la següent manera: un 28,5% tenia menys de 18 anys, un 5,4% entre 18 i 24, un 22,9% entre 25 i 44, un 19,5% de 45 a 60 i un 23,7% 65 anys o més.
L'edat mediana era de 40 anys. Per cada 100 dones de 18 o més anys hi havia 74,6 homes.
La renda mediana per habitatge era de 21.863 $ i la renda mediana per família de 28.021 $. Els homes tenien una renda mediana de 26.216 $ mentre que les dones 17.333 $. La renda per capita de la població era de 12.207 $. Entorn del 20,5% de les famílies i el 25,1% de la població estaven per davall del llindar de pobresa.

## Poblacions més properes
El següent diagrama mostra les poblacions més properes.